# Villa Wagner I

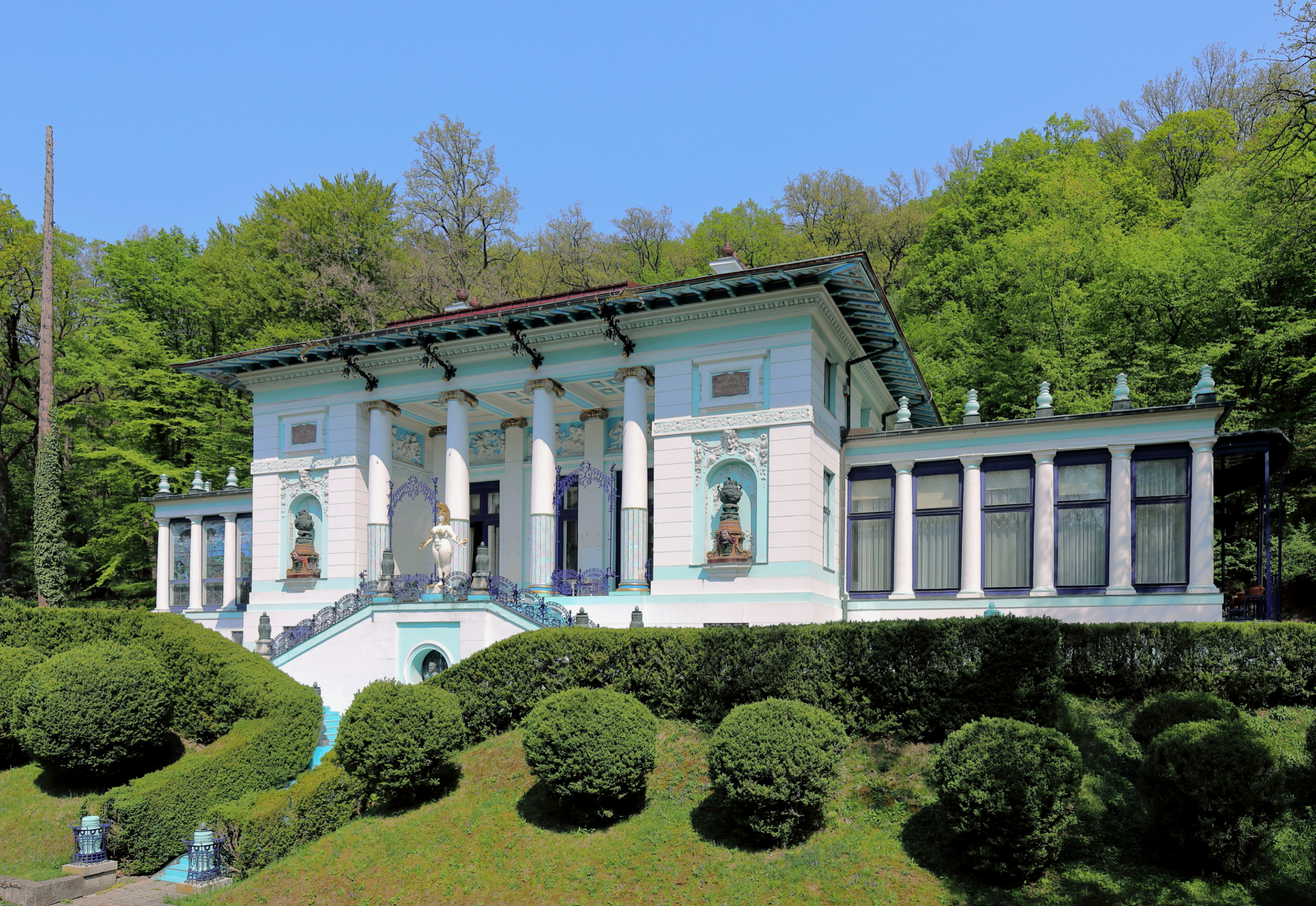
Otto Wagners erste Villa in Hütteldorf

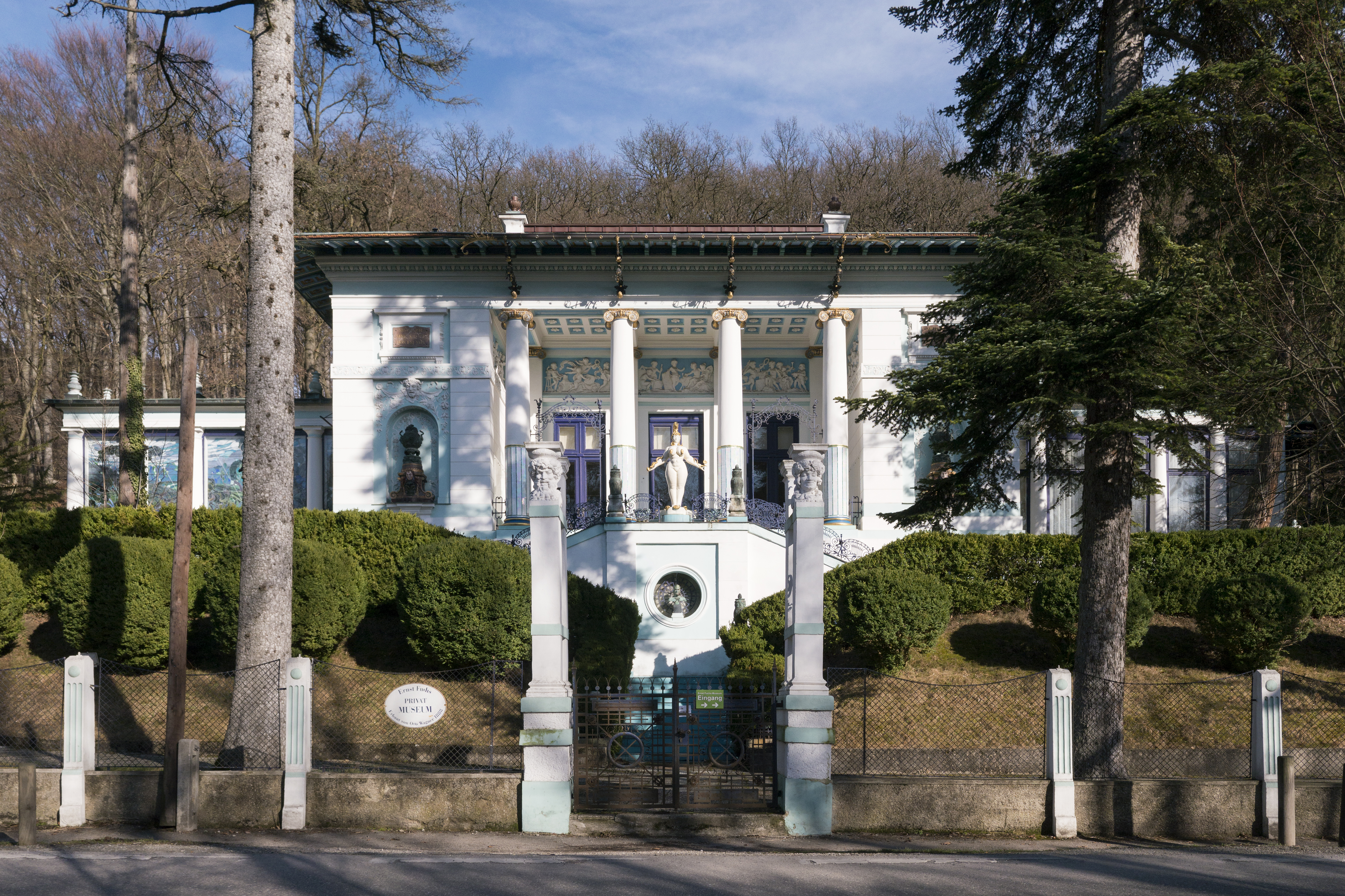
Frontansicht der Otto-Wagner-Villa

Die Villa Wagner I (auch: Otto-Wagner-Villa, Ben-Tieber-Villa und (Ernst-)Fuchs-Villa) ist ein von 1886 bis 1888 nach Plänen von Otto Wagner errichtetes Villengebäude an der Hüttelbergstraße 26 in Hütteldorf, seit 1890/1892 Teil des 13., seit 1938 Teil des 14. Wiener Gemeindebezirkes, Penzing. Die Villa befindet sich derzeit im Besitz der Erben des Malers Ernst Fuchs und beherbergt das Ernst-Fuchs-Privatmuseum.

## Geschichte
Otto Wagner ließ das von ihm entworfene Gebäude von 1886 bis 1888 als Sommersitz am Rand des Wienerwaldes errichten. Die Familie Wagner bewohnte das Haus ab 1895 ganzjährig; im selben Jahr wurde das im südlichen Trakt befindliche Palmenhaus zu einem Salon umgebaut. Als Wagners Kinder älter wurden und aus dem elterlichen Haus auszogen, verkaufte er die Villa 1911 dem Varieté-Unternehmer und Direktor des Apollo-Theaters, Ben Tieber, der sie bis zu seinem Tod 1925 bewohnte. Gleich nebenan ließ Wagner für sich 1912 / 1913 eine kleinere Villa, die Villa Wagner II, errichten. Die erste Villa wurde 1938 von Reichsstatthalter Baldur von Schirach arisiert und als Büro für die Freizeitaktivitäten der Hitlerjugend verwendet. Nach dem Krieg wurde die Villa zum Spekulationsobjekt und war ab 1963 sogar vom Abriss bedroht.
1972 kaufte der Maler Ernst Fuchs um damalige 14 Millionen Schilling das Anwesen, ließ die Villa renovieren und adaptieren und richtete hier sein Atelier ein. Fuchs saßen hier Placido Domingo, Oskar Werner und Falco Modell. Seit 1988 beherbergte die nun hundertjährige Villa das Privatmuseum Ernst Fuchs, das von Cornelia Mensdorff-Pouilly geleitet wird. Fuchs starb am 9. November 2015.

## Gestaltung
Die als späthistoristisches Landhaus gestaltete Villa wird von einem über eine Vorfahrt und eine Freitreppe erreichbaren Mitteltrakt mit ionischen Säulen dominiert. Die Seitentrakte verfügen über straßenseitig verglaste Fassaden mit dorischen Säulenelementen. Der nördliche Seitentrakt verfügt über eine Tiffany-Verglasung von Adolf Böhm. Im Obergeschoß befindet sich ein römisches Bad mit Mosaiken von Koloman Moser. Am oberen Ende der Freitreppe steht eine von Ernst Fuchs gestaltete weibliche Statue aus Metall.
In unmittelbarer Nähe findet sich der Baumstumpf der 1000-jährigen Eiche, der ältesten Eiche Wiens.

## Brunnenanlage im Park

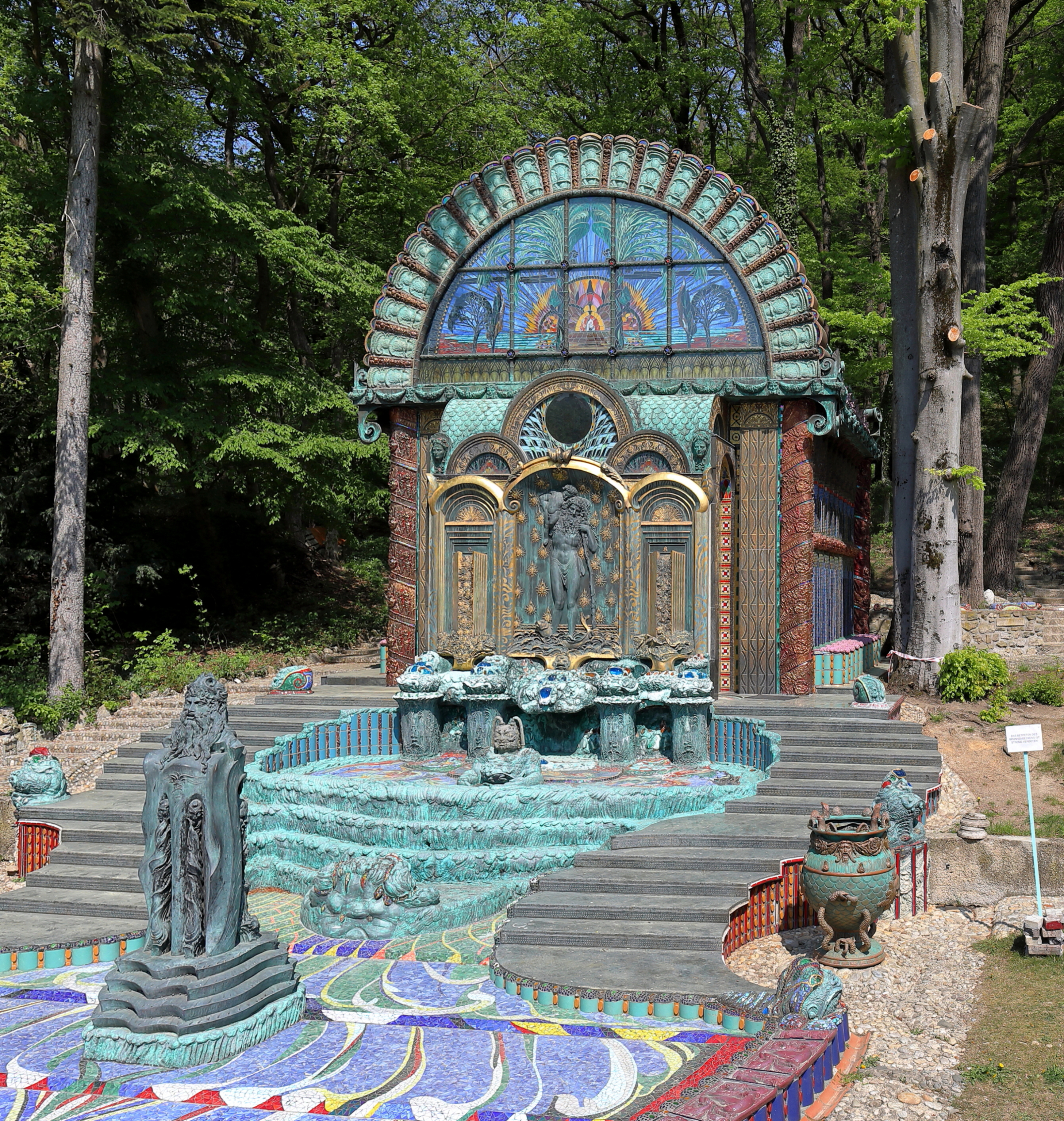
Brunnenhaus Nymphäum Omega mit Moses-Brunnen

Von 1992 bis 1996 schuf Ernst Fuchs das Brunnenhaus Nymphäum Omega am Fuße der Parkanlage zwischen der ersten und zweiten Otto-Wagner-Villa im byzantinischen Stil. Vorgelagert ist der Moses-Brunnen, der farbenprächtig glänzend mit Tiffany-Glasmosaik belegt ist.

## Bildergalerie

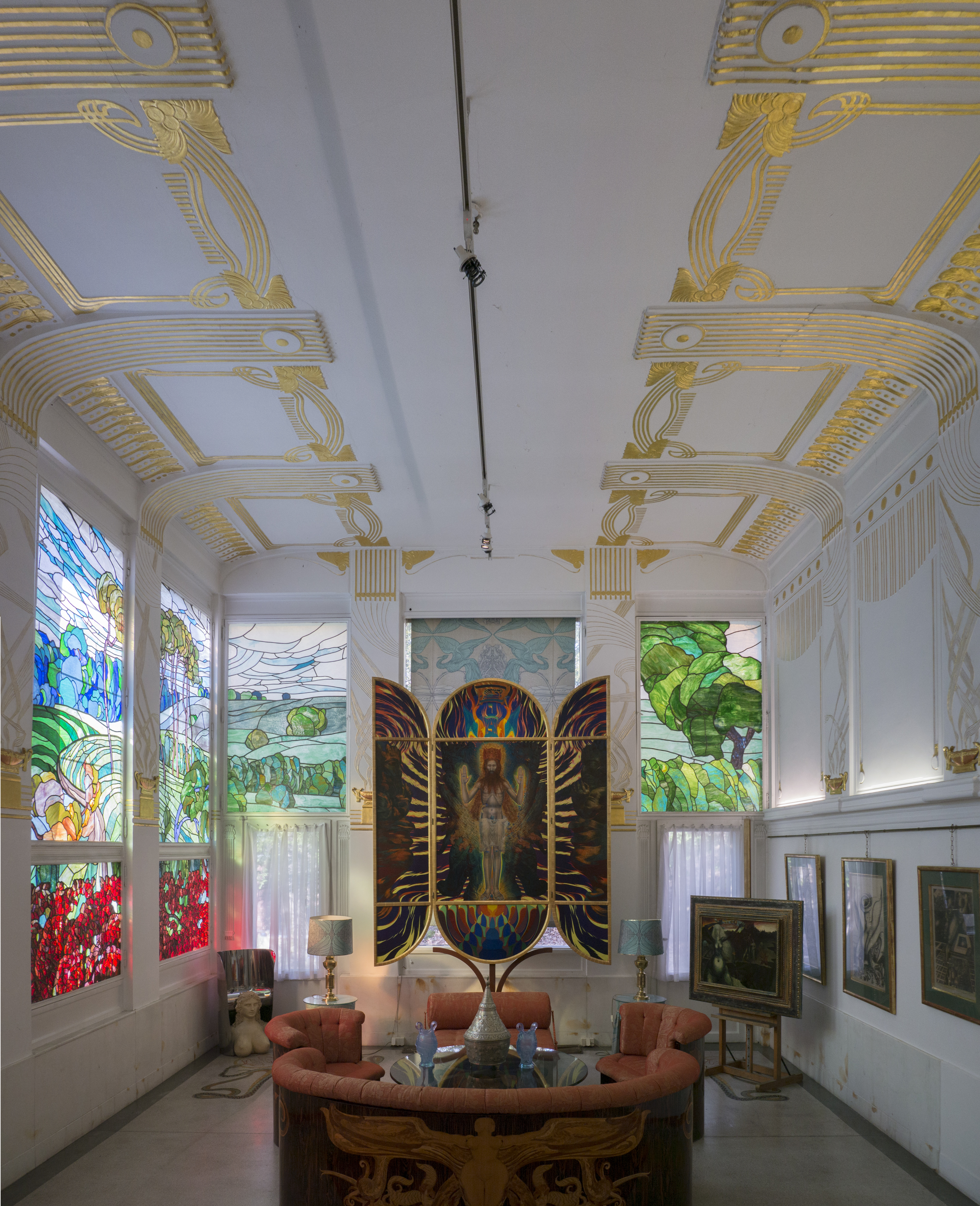
Der Adolf-Böhm-Saal
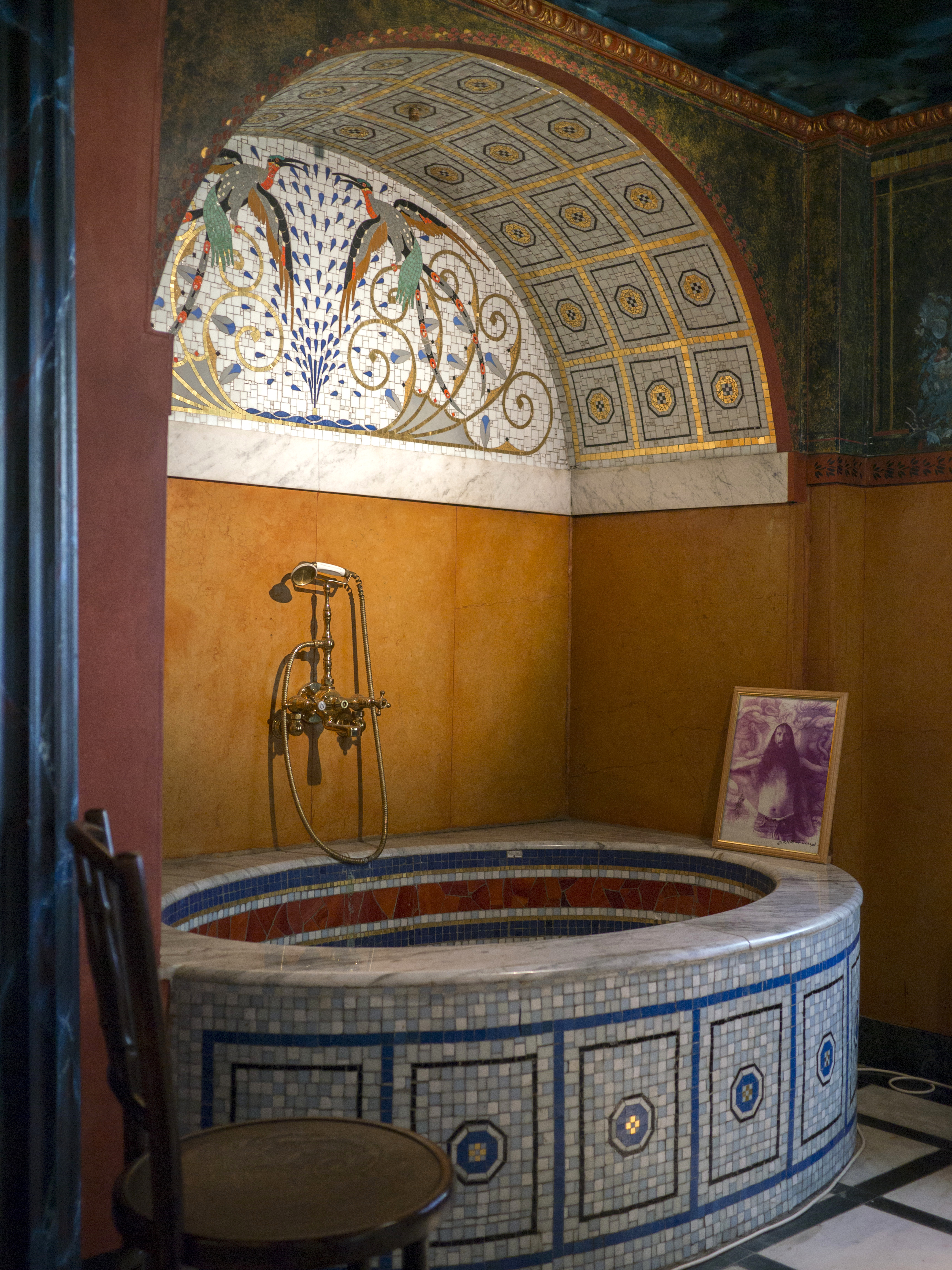
Das Römische Bad
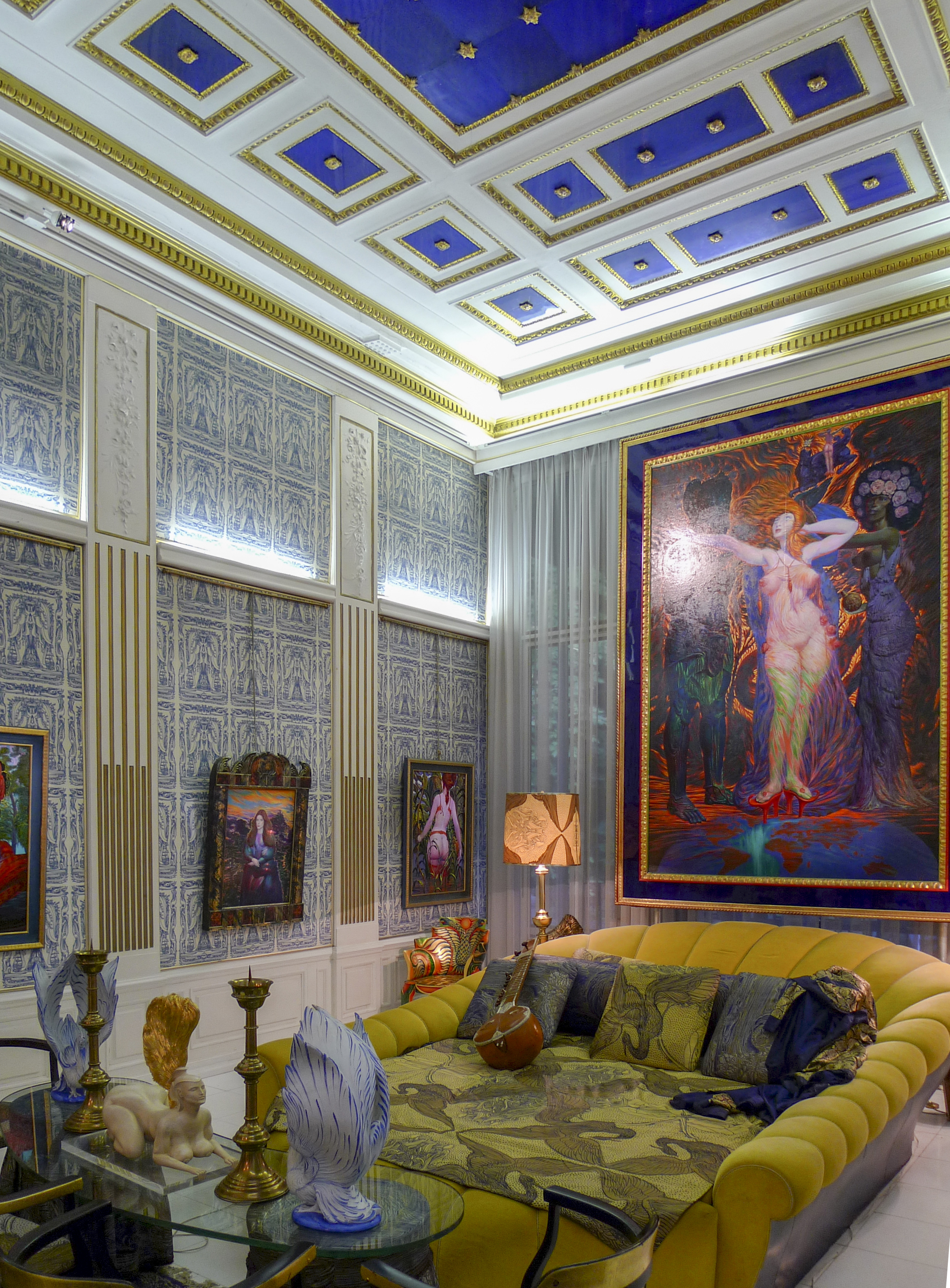
Raum im südlichen Flügel